# Orthetrum anceps
Orthetrum anceps är en trollsländeart som först beskrevs av Schneider 1845.  Orthetrum anceps ingår i släktet Orthetrum och familjen segeltrollsländor. Inga underarter finns listade i Catalogue of Life.